# 弗谢沃洛德·科洛科洛夫
弗谢沃洛德·谢尔盖耶维奇·科洛科洛夫（俄语：Всеволод Сергеевич Колоколов；1896年2月28日—1979年1月28日）汉语名郭质生，苏联汉学家、语言学家。

## 生平
生于大清帝国喀什的俄国外交官家庭，1913年从沈阳一所中学毕业，1917年8月至11月参加第一次世界大战，1918年加入红军。
1920年至1922年在伏龙芝军事学院东方学院，后先后在本校、莫斯科东方研究所和红色教授学院教授中文，在莫斯科中山大学任研究员。1929年协助中国学者、中共领导人瞿秋白制定《中国拉丁化字母方案》。
1940年至1943年任红军总参谋部高等特别学校中文系主任。1945年参加苏日战争。
战后，任职于军事外交学院、莫斯科国立大学和苏联科学院东方研究所任职，期间还参与日语研究。